# Мигалкина, Валентина Григорьевна
Валентина Григорьевна Мигалкина (девичья фамилия Котельникова, 1919—1994) — советский медик, работник здравоохранения.

## Биография
Родилась в городе Якутске 28 мая 1919 года. Её отец — Григорий Гурьевич Котельников, родом с Колымы, служил приказчиком.
Окончила сначала Якутское медицинское училище (Якутская фельдшерско-акушерская школа, ныне Якутский медицинский колледж), затем в 1943 году — Иркутский медицинский институт (ныне Иркутский государственный медицинский университет). В марте 1943 года была призвана на фронт Великой Отечественной войны из Якутии в группе из 22 девушек-врачей. Служила в составе 4-го Украинского фронта и прошла боевой путь от Сталинграда до Франкфурта-на-Одере. Работала военным хирургом в прифронтовых госпиталях, демобилизовалась в 1946 году в звании капитана медицинской службы.
После войны вернулась на родину и работала в Якутске врачом тубдиспансера.
Умерла 7 ноября 1994 года.
Была награждена орденом Отечественной войны 2-й степени (1985) и медалями, в числе которых «За победу над Германией в Великой Отечественной войне 1941—1945 гг.». Удостоена званий Отличник здравоохранения СССР и Заслуженный врач республики Саха (Якутия).